# Lézert
Der Lézert ist ein Fluss in Frankreich, der in der Region Okzitanien verläuft. 

## Flusslauf
Der Lézer entspringt beim Ort La Baraque de Vors, an der Gemeindegrenze von Baraqueville und Moyrazès, entwässert generell in südwestlicher Richtung und mündet nach 39 Kilometern beim Ort Le Port de la Besse, an der Gemeindegrenze von La Salvetat-Peyralès und Mirandol-Bourgnounac, als linker Nebenfluss in den Viaur.
Auf seinem Weg durchquert der Lézert das Département Aveyron und mündet an der Grenze zum benachbarten Département Tarn.

## Orte am Fluss
- Boussac
- Gramond
- Sauveterre-de-Rouergue
- Castelmary
- Le Port de la Besse, Gemeinde La Salvetat-Peyralès